# Макариополска епархия
Макариополската епархия (на гръцки: Ιερά Επισκοπή Μακαριουπόλεως) е титулярна епархия на Вселенската и на Българската патриаршия. В средновековието Макариополската епископия се намирала по долното течение на река Марица, близо до устието ѝ.
Макариополска е титулярна епископия на Българската екзархия от 6 декември 1890 година. Първият епископ Григорий е титулуван и с превода на гръцкото име Блаженоградски.

## История
Титулярни епископи на Вселенската патриаршия
| Име      | Управление                         | Забележка                                                        |
| -------- | ---------------------------------- | ---------------------------------------------------------------- |
| Никифор  | 1799 – около 1805                  | викарий на Митимнийската митрополия при Дионисий II (1774 -1801) |
| Дионисий | 1806 – 1824                        | викарий на Митилинската митрополия                               |
| Партений | май 1824 – около 1833              | викарий на Митилинската митрополия                               |
| Григорий | 1835 - 10 януари 1853              | викарий на Сисанийската митрополия, в литицки а.                 |
| Иларион  | 5 октомври 1858 – 24 февруари 1861 | в търновски м. на Българската екзархия                           |

Титулярни епископи на Българската екзархия и патриаршия
| Име      | Управление                        | Забележка                  |
| -------- | --------------------------------- | -------------------------- |
| Григорий | 6 декември 1890 – 6 август 1894   | в охридски и преспански м. |
| Николай  | 3 януари 1954 – 19 юли 1981 †     |                            |
| Гавриил  | 19 октомври 1998 – 21 януари 2001 | в ловчански м.             |